# لا تابلادا (مدينة)
لا تابلادا (بالإسبانية: La Tablada)‏ هي منطقة سكنية تقع في الأرجنتين في La Matanza Partido. يقدر عدد سكانها بـ 80,389 نسمة وترتفع عن سطح البحر 11 متر.

## أعلام
- ليوناردو شابارو